# Poussier
Pour les articles homonymes, voir Poussier (homonymie).
 (mars 2020).
Si vous disposez d'ouvrages ou d'articles de référence ou si vous connaissez des sites web de qualité traitant du thème abordé ici, merci de compléter l'article en donnant les références utiles à sa vérifiabilité et en les liant à la section « Notes et références ».

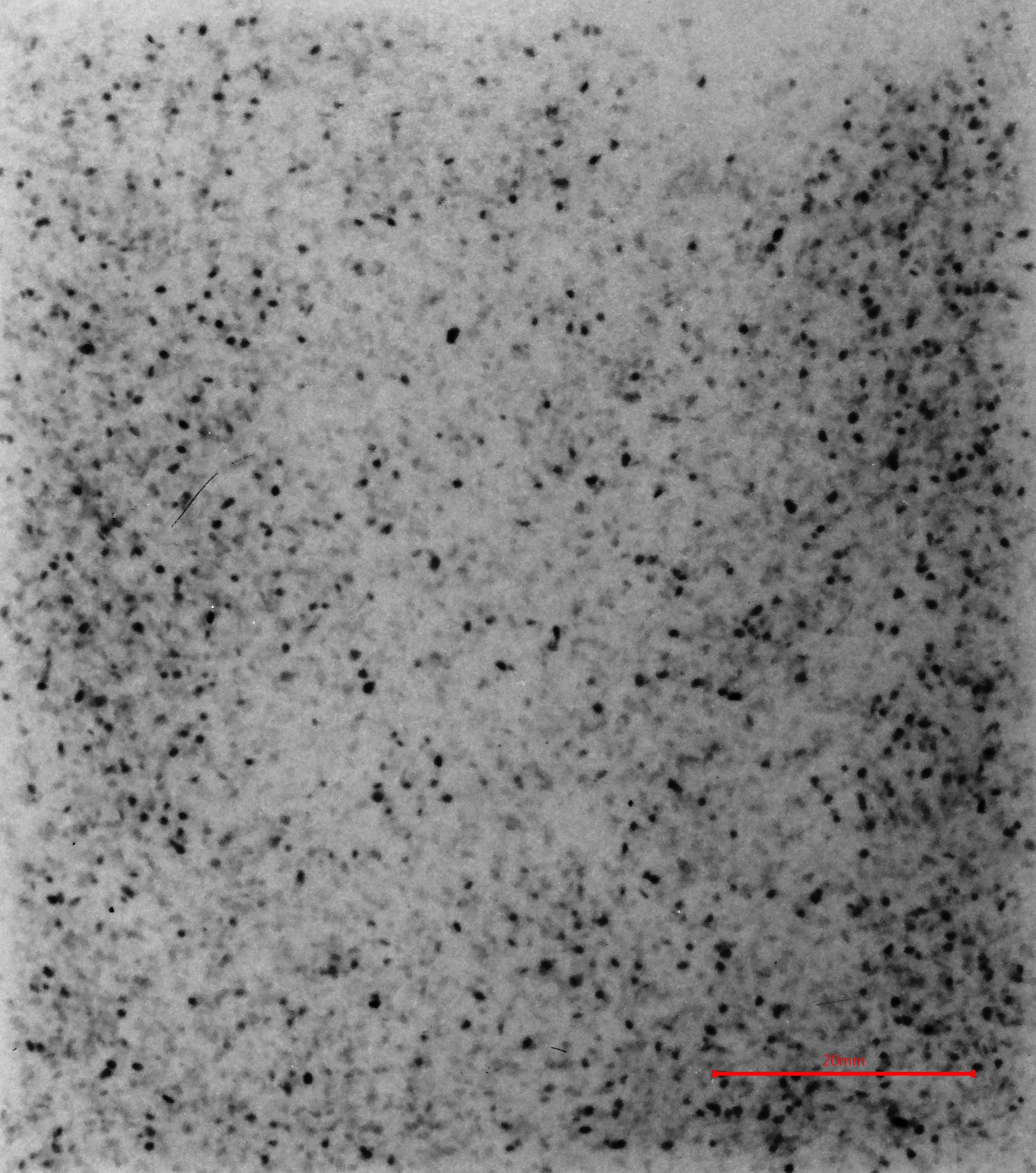
Particules de poussières.

Le poussier est un ensemble de fines particules de poussières de carbone hautement inflammables présent durant l'exploitation des mines de charbon.
En suspension dans l'air, le poussier est à l'origine d'explosions meurtrières ; on parle aussi de coup de poussière. C'est la cause généralement admise de la catastrophe de Courrières, la plus importante en Europe, ayant fait officiellement 1 099 victimes.
Les techniques « modernes » d'extraction mécaniques, apparues dans les années 1930 (marteau-piqueur, haveuses mécaniques), ont augmenté considérablement la production de ces poussières, qui sont également à l'origine de la silicose, maladie pulmonaire du mineur.
Les poussières de grains dans les silos de stockage présentent les mêmes risques.
Un des principaux risques est lié à l'état de fine particule : en effet, le charbon a besoin d'air pour brûler, or en fine poussière, il présente une grande surface de contact avec l'air.

## Lutte et protection
Pour lutter contre le poussier, les mineurs utilisent diverses techniques :
- éviter les flammes nues avec notamment l'utilisation des lampes Davy ;
- enduire les murs de chaux et humidifier les galeries pour fixer la poussière ;
- placer des arrêts-barrages dans les galeries, constitués de bacs d'eau ou de poussières stériles (sable, etc.) en équilibre instable : soulevés par le souffle d'un coup de poussière et donc dispersés dans la galerie, ces éléments « tuent » le souffle et empêchent la propagation du feu ; ces dispositifs sont surnommés « taffanelles » ou « taffanels » en l'honneur de leur inventeur, l’ingénieur des Mines Jacques Taffanel qui les a mis au point après de longues expérimentations menées aux mines de Liévin de 1907 à 1914.